# 필즈 연구소

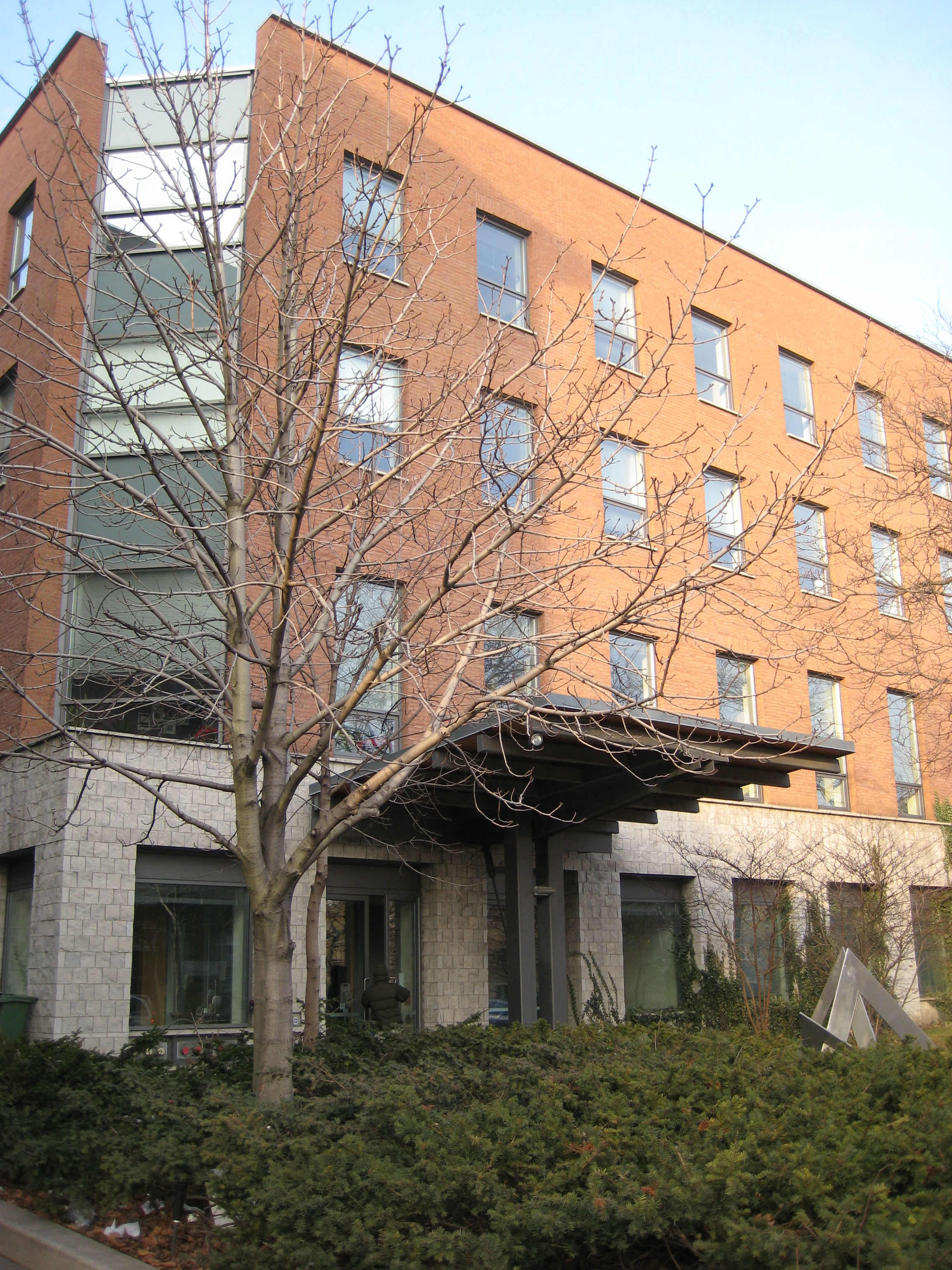

필즈 수학 연구소(The Fields Institute for Research in Mathematical sciences)는 캐나다 온타리오 주의 토론토 시에 있는 토론토 대학교 캠퍼스 내에 위치한 부속 수학연구소이다. 현재는 토론토 대학의 소속이나 최초 설립 당시인 1992년에는 워털루 대학교에 설립되었었다. 이 연구소는 저명한 캐나다 수학자인 존 찰스 필즈의 이름을 따서 지었다. 필즈상의 "필즈"는 이 수학자의 이름을 딴 것이다.